# Gary Anthony Sturgis
Gary Anthony Sturgis (ur. 3 listopada 1966 w Nowym Orleanie) – amerykański aktor.